# Adorazione dei Magi (arazzo)

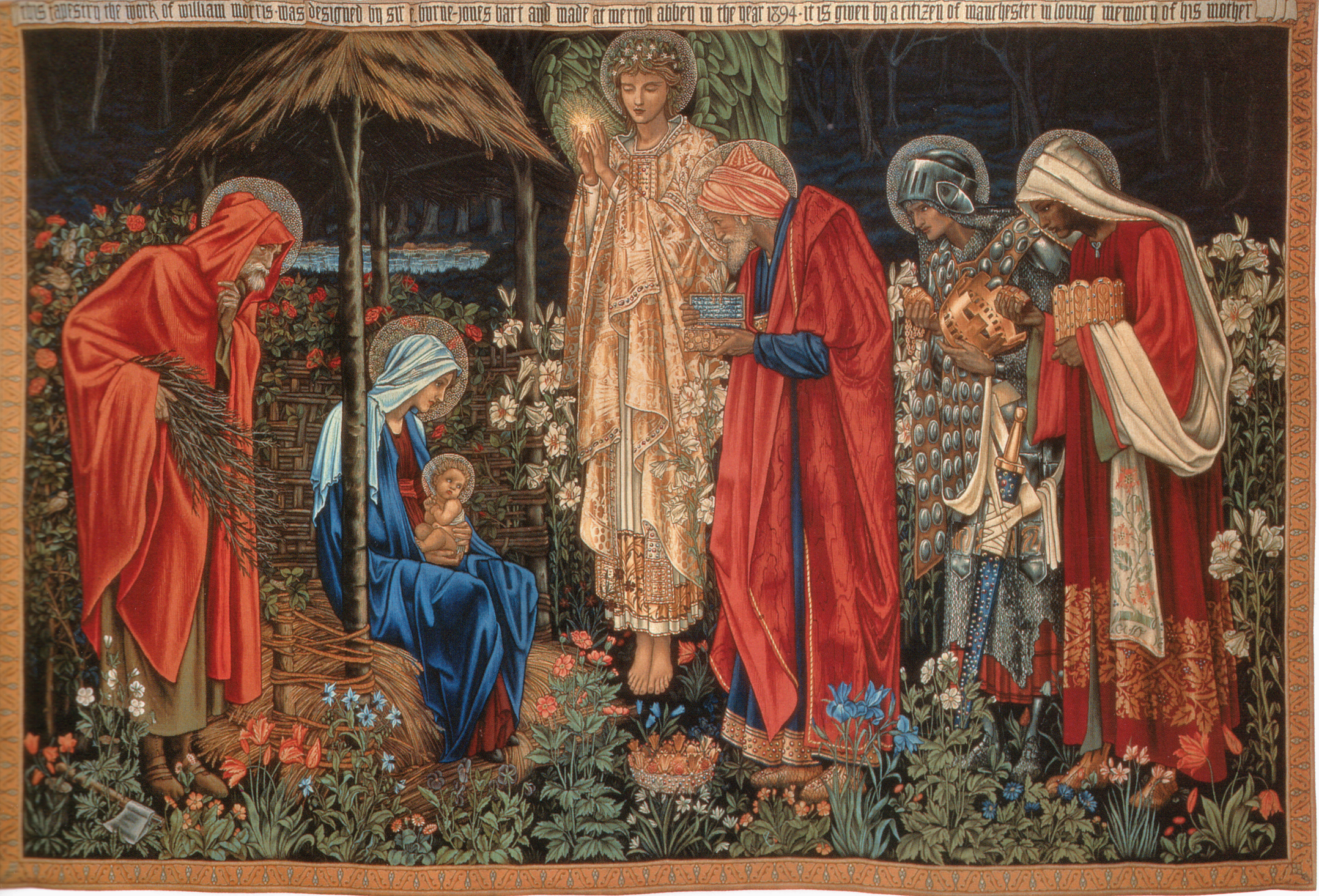
L'Adorazione dei Magi, copia intessuta nel 1894 per la Corporazione di Manchester

L'Adorazione dei Magi è un arazzo realizzato dalla ditta inglese Morris & Co. raffigurante l'episodio dell'adorazione dei Magi guidati al luogo della nascita di Gesù dalla Stella di Betlemme (talvolta, proprio a tale riferimento, l'opera è chiamata La stella di Betlemme) o semplicemente The Adoration.

## Commissione

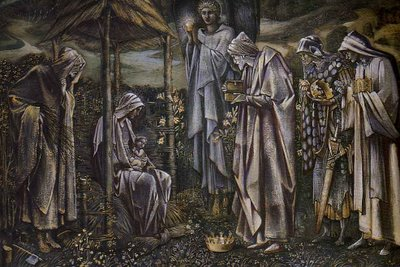
Cartone per l'arazzo L'adorazione dei Magi, 1887

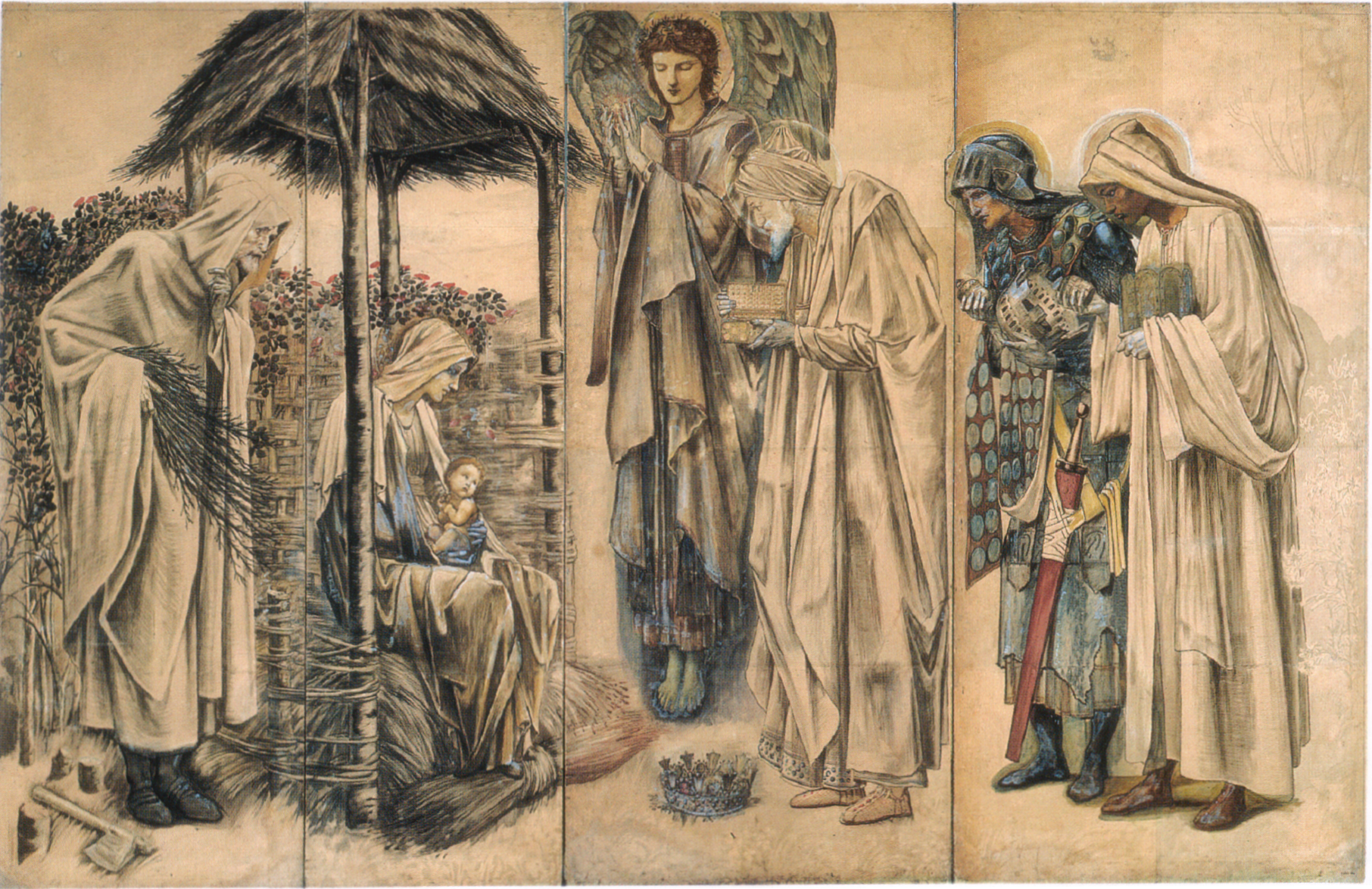
Cartone per la Adorazione del 1888

L'arazzo originale venne commissionato nel 1886 da John Prideaux Lightfoot, rettore dell'Exeter College (Oxford), per la cappella di stile neogotico realizzata al college a metà Ottocento dall'architetto George Gilbert Scott. L'ispirazione del progetto venne da William Morris ed Edward Burne-Jones, già studenti all'Exeter, che convinsero il rettore a realizzare la lettera di commissione datata al 4 settembre 1886.
L'intera composizione e le figure vennero disegnate da Edward Burne-Jones, che completò un modello di 26 × 38 cm acquarellato nel 1887. Il cartone su più larga scala (adatto alla tessitura) venne creato e fotograficamente allargato. Con lettera del 7 settembre 1886, Morris suggerì che la colorazione della tappezzeria fosse "armoniosa e potente nel contempo" ma senza che andasse a contrastare con le vetrate istoriate e brillantemente colorate della cappella. Morris ed il suo assistente John Henry Dearle scelsero uno schema di colori brillanti e vi aggiunsero un paesaggio di sfondo di stile millefleur come era in uso negli arazzi fiamminghi quattrocenteschi. In tutto l'arazzo impiegò quattro anni per essere realizzato di cui due anni di lavorazione ad opera di due tessitori del Merton Abbey Mills. L'arazzo venne completato nel febbraio del 1890 e mostrato alla Morris & Co. di Oxford Street a Londra la Pasqua di quello stesso anno per poi essere presentato ufficialmente al College di Exter. Lightfoot non visse abbastanza per vedere finito l'arazzo dal momento che morì il 23 marzo 1887.

## Versioni
L'Adorazione divenne la più popolare tra le opere realizzate dalla Morris & Co. sia per chiese che per ambienti domestici. Ne vennero intessute dieci differenti versioni, ciascuna con un differente disegno di contorno:
- 1890 per il college di Exter, Oxford, ancora oggi presente nella cappella.
- 1890–94, per Wilfred Scawen Blunt
- 1894, per la Corporazione di Manchester, oggi alla Manchester Metropolitan University[10]
- 1895 per la cappella del college di Eton, ancora in situ.
- 1900 per il Museum für Kunst und Gewerbe Hamburg, ancora in situ.
- 1901 per Sir George Brookman, oggi alla Art Gallery of South Australia
- 1902 per Sergej Ščukin, oggi al Museo dell'Hermitage di San Pietroburgo
- 1904 per Guillaume Mallet di Le Bois des Moutiers, Varengeville-sur-Mer, Haute-Normandie, France, oggi al Musée d'Orsay di Parigi
- 1906 per la famiglia Colman di Carrow Abbey, Norwich, oggi al Castle Museum, Norwich
- 1907 per la St Andrew's Church, Roker, nel Sunderland, ancora in situ[11]

La versione del 1904, poi passata nella collezione di Yves Saint Laurent e poi in quella di Pierre Bergé, era destinata all'asta nel febbraio del 2009, ma all'ultimo momento venne ritirata dalla vendita e donata da Bergé al Musée d'Orsay.

## La Stella di Betlemme
Nel 1887, Burne-Jones rivisitò il suo disegno per arazzo adattandolo ad una nuova versione dal titolo Stella di Betlemme. I colori utilizzati, ricchi di blu e verde, differivano grandemente sia dai colori originali che dall'arazzo di Morris. La Stella di Betlemme venne completato nel 1890 e messo in mostra alla New Gallery di Londra nella primavera del 1891 prima di essere inviata poi al Birmingham Museum & Art Gallery, dove si trova tuttora.